# إدارة موقفية

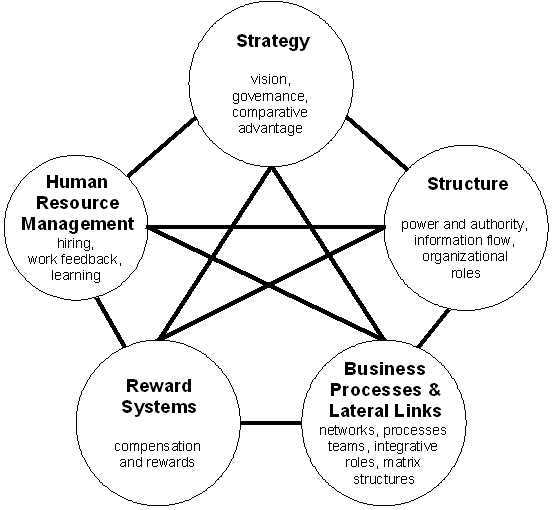

الإدارة الموقفية (أو المدرسة الظرفية Contingency Approch) من أنجح المناهج الإدارية، وهو أحد المناهج الحديثة في علم الإدارة.
يمثل هذا المنهج اعترافاً من علماء الإدارة أنه لا يوجد نظرية إدارية واحدة ثابتة يمكن تطبيقها بشكل مستمر في مختلف أنواع المؤسسات ولجميع الظروف. حيث أن ما يصلح لمؤسسة قد لا يصلح لأخرى، لذا يتم استخدام نظريات بشكل انتقائي حسب الظرف أو الموقف. ويتأثر المديرون في إدارة مؤسساتهم بمجموعة من العوامل والظروف المتغيرة التي تواجههم، مما يوجب عليهم التكيف مع هذه العوامل بأساليب مناسبة تمنكهم من تحقيق الأهداف المرجوّة.

## اقرأ أيضاً
- علم الإدارة